# Фазил Ахмед-паша Ћуприлић
Фазил Ахмед-паша Ћуприлић (Велес, 1635 — Истанбул, 3. новембар 1676) био је велики везир Османског царства из династије Ћуприлића.

## Биографија
Фазил Ахмед-паша је био син Мехмеда-паше Ћуприлића. Обављао функције намесника Ерзерума и Дамаска. Његов везират (1661-1676) један је од најдужих у османској историји. Фазил је стекао високу репутацију. Створио је Копрулу библиотеку која је постала једна од најважнијих историјских библиотека у Истанбулу. Током Фазилове владавине избила је афера са Сабатајем Зевијем. Себе је прогласио за новог месију и привукао је велики број следбеника. Тиме је изазвао непријатељско расположење према Јеврејима. Велики везир позвао је Зевија у Истанбул, бацио га је у тамницу у Једрену, а потом приморао да пређе на ислам под претњом смртне казне. Сабатај Зеви је умро у Албанији 1675. или следеће године. Његова секта га је надживела, посебно у Солуну, а из ње су проистекле донме (преобраћени). Фазил се интересовао за спољну политику. Најпре је решио питања Трансилваније. Подржавајући новог владара Михаила Апафија (1662), Османлије су заратиле против Аустријанаца и након низа победа и пораза са њима закључили мир у Вашвару 1664. године. Потом се осветио освајању Крита. Офанзиву је покренуо из Мореје 1666. године. Франческо Морозини је покренуо преговоре о предаји Кандије 1669. године. Млечанима је омогућено да задрже Суду, Карабузу и Спиналонгу на острву, као и Клис, на граници са Босном. Тако су Турци после 24 година коначно освојили острво. Везир је покушао да искористи несугласице између Козака са Дњепра и из Запорожја. Прве су подржавали султан и кримски кан, а друге краљ Пољске. Фазил се окренуо против Пољске (1669) и уз помоћ Козака са Дњепра освојио 1672. године тврђаву Камењец и опсео Лавов. Мир је склопљен у Журавни 1676. године. Јан Собјески предао је Украјину и Подолију. Неколико дана након склапања споразума умро је Фазил Ахмед-паша. Једно од његових достигнућа је и склапање Споразума о трговинским олакшицама са смањењем царинских дажбина са 5% на 3% са француским властима. Енглеске капитулације обновљене су без икаквих потешкоћа, а Левантска компанија извлачила је корист од смањења обима посла са Млечанима, као и од тешкоћа које су имали Французи. 